# بني عزان (أرحب)

تعديل مصدري - تعديل

بني عزان هي إحدى قرى عزلة عيال عبد الله بمديرية أرحب التابعة لمحافظة صنعاء و في بلدية شلف تلمسان في الجزائر
، بلغ تعداد سكانها 1645 نسمة حسب تعداد اليمن لعام 2004.و يعود نسبهم إلى علي ابي طالب وزوجته فاطمة رضي الله عنهما.